# Слобода народу!
Слобода народу! (енгл. The Wee Free Men), 30. роман из серијала о Дисксвету британског аутора Тери Прачета. Први део серијала о младој вештици Тифани Болан.

## Тема
Наоружана тигањем и здравим разумом, млада будућа вештица Тифани Болан мора да брани свој дом од чудовишта из Вилинског света. Срећом, има неке веома необичне помагаче: Нак Мак Фиглови – Слободни народ – клан свирепих крадљиваца оваца наоружаних мачевима; само што су плави и високи око петнаест центиметара...Заједно морају да се боре против безглавих коњаника, злобних гоблина, застрашујућих отеловљених снова и, на крају, саме  вилинске краљице.